# ヨハン・アドルフ・ハッセ

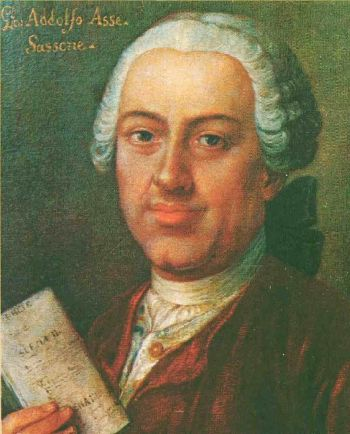
ヨハン・アドルフ・ハッセ

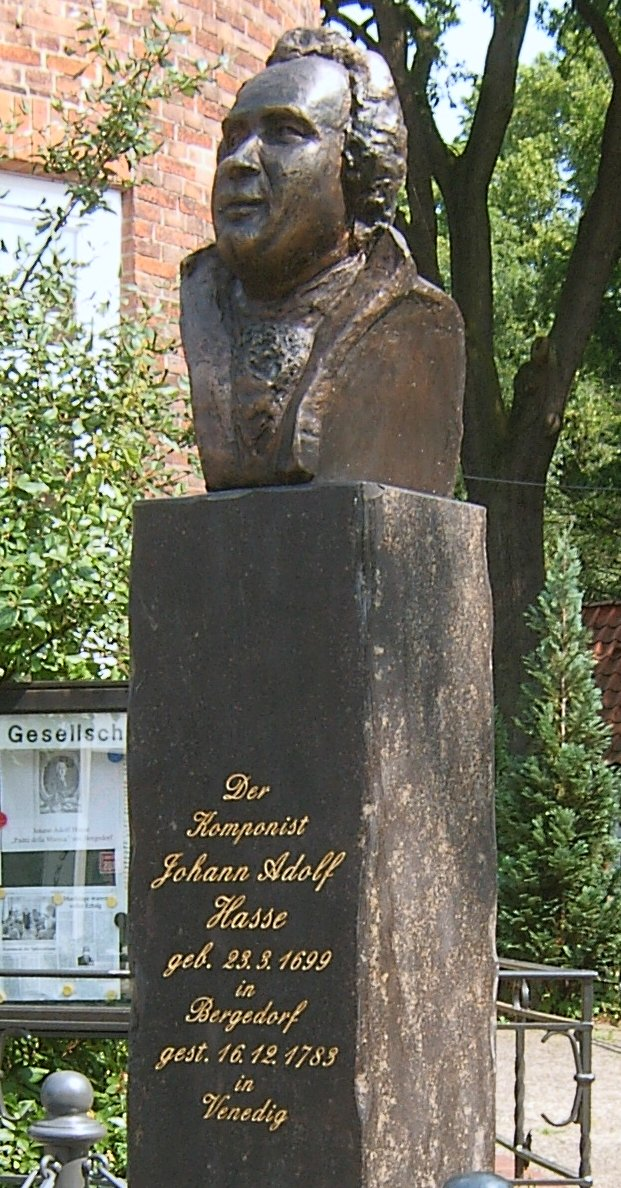
ベルゲドルフの生家前にある記念像

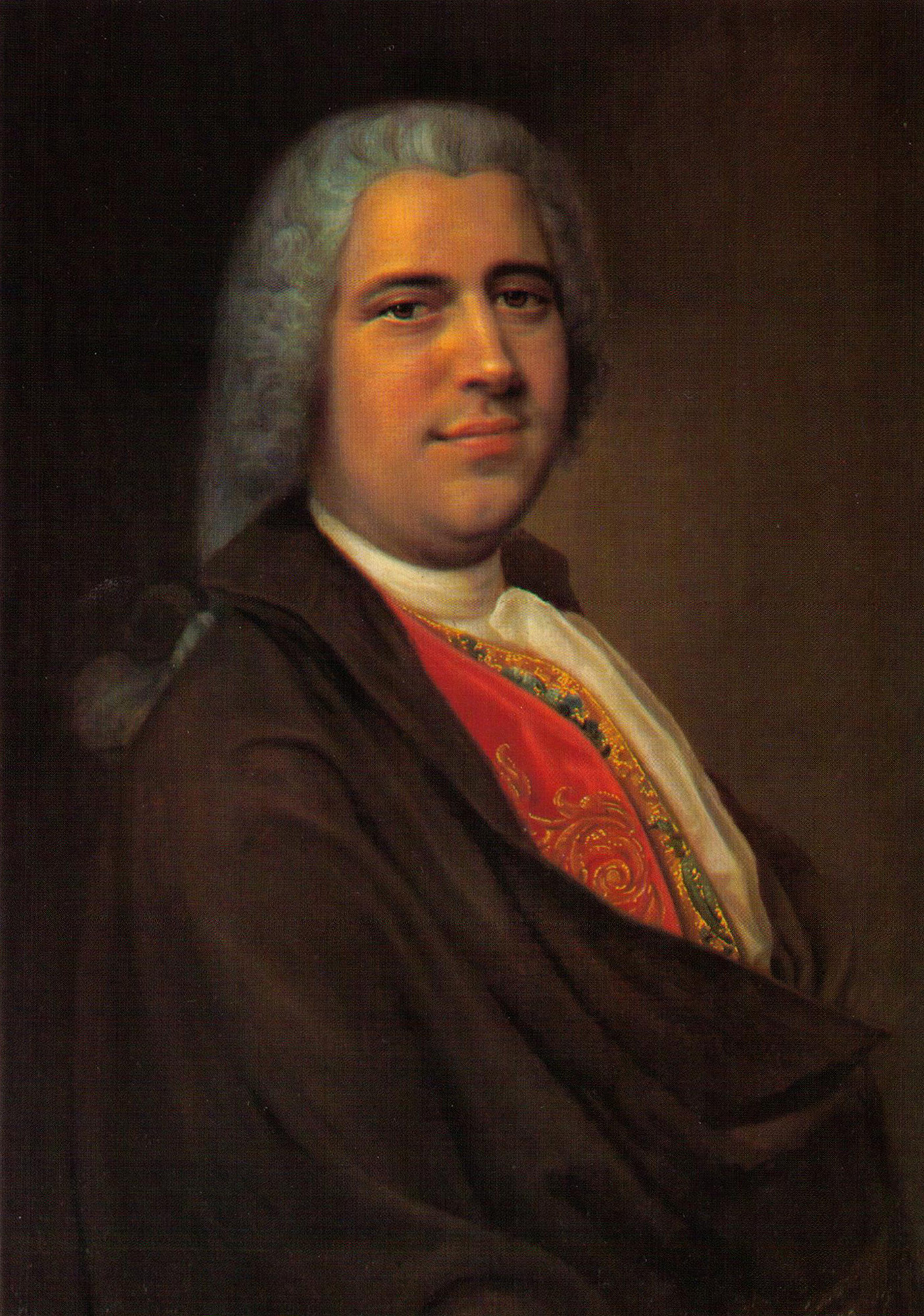
ヨハン・アドルフ・ハッセ（1740年）

ヨハン・アドルフ・ハッセ（Johann Adolph Hasse, 1699年3月25日 - 1783年12月16日）は、ドイツの作曲家。

## 生涯
ハンブルク近郊のベルゲドルフに生まれ、最初は父親に音楽教育を受ける。素晴らしいテノールの声の持ち主であったため、彼は劇団員の道を選び、1718年にラインハルト・カイザーが指揮するオペラ劇団に参加した（この劇団のオーケストラでは、その数年前にヘンデルが第2ヴァイオリンを演奏していた）。
ハッセは歌手として成功を収めたことで翌1719年にブラウンシュヴァイク＝リューネブルクの宮廷劇場と契約し、その後作曲も担うようになり、この地で1721年に、オペラ『アンティゴノス』（Antigonus）をもって作曲家デビューを果たした。この最初の作品の成功によりブランシュヴァイク公は、ハッセを勉学の完成のためにイタリアへ遊学させた。ハッセはヴェネツィア、ボローニャ、ローマを訪問したのち1724年にナポリへ着いた（従来は1722年までナポリ音楽院の声楽教師だったニコラ・ポルポラに最初に学んだと考えられていたが、ハッセがナポリに到着する前にポルポラが音楽院を去っているため、現在は疑問視されている）。ハッセはナポリでアレッサンドロ・スカルラッティと親しくなり、彼に師事し、その音楽を身に付けた。彼の作曲した二声のセレナータ（裕福な商人の家族の祝宴で、当時のイタリアきっての歌手であったファリネッリとヴィットーリア・テージによって歌われた）はスカルラッティから学んだ音楽で作られ、成功を収めた。
この成功によってハッセの名声は高まった。彼は単に有名なだけではない人気を得、ナポリ人から「親愛なるザクセン人（イル・サロ・サッソーネ）」と呼ばれた。1726年にナポリの宮廷オペラのために作られたオペラ作品『セソストラート』（Sesostrato）は、彼の名をイタリア中に知れ渡らせた。1727年にヴェネツィアへ移ったハッセはそこで有名な歌手のヴェネツィア貴族の娘ファウスティーナ・ボルドーニ、人気台本作家の詩人ピエトロ・メタスタージオと出会う。メタスタージオとハッセは意気投合して親友となり、以後2人は終生の友情を保った。
1730年にザクセン選帝侯兼ポーランド国王フリードリヒ・アウグスト1世の宮廷楽長に任命されたハッセは、直後にファウスティーナと結婚し、ボルドーニ家の養子となってヴェネツィアの市民権を得た。ザクセン公はすぐにドレスデンへ来ることを望んだが、ハッセはおそらく妻の要望によってヴェネツィアに1年間留まり、ドレスデンへ移ったのは1732年の7月だった。ハッセは9月にドレスデン初のオペラ『クレオフィーデ』の作曲をすると、後は再びイタリアへ行き、さらに1733年にはロンドンへ移った。この地で彼は、ヘンデルと対立している排他的な派閥に、この大家の競争者になるように誘いをかけられている。しかし彼は賢明にもそれを丁重に断っており、ロンドンには貴族オペラ・カンパニー発足のこけら落としとして上演されるオペラ『アルタセルセ』（Artaserse）（初演は1730年、ヴェネツィア）のリハーサルを監督をするだけの期間のみ滞在し、1734年になるとドレスデンに戻った。ファウスティーナはドレスデンで歌手として活躍したが、1733年にフリードリッヒ・アウグスト1世が崩御し、フリードリッヒ・アウグスト2世が即位した後、次第に宮廷での人気が衰え、ハッセにヴェネツィアへ帰るように求めた。
ハッセは長期休暇を取る権利を与えられていた為、望まれる度に外国へ招かれ、特に妻ファウスティーナの実家のヴェネツィアには妻を伴って度々赴き、妻が望むままに長期滞在を重ねた。ハッセはイタリア人に、その官職と貴族の養子であることから、シニョーレ・サッソーネ（ザクセン卿）と呼ばれ、敬愛された。プロイセンには国王フリードリッヒ2世の招きで1742年と1745年に赴いてオペラの公演を行った。フルート奏者でもある国王はハッセのフルート音楽も愛好していたと見られている。1743年以降はウィーンにも度々訪問し、アントニオ・カルダーラ亡き後創作意欲を欠いていたメタスタージオを喚起させ、彼の台本によるオペラを初演した、その間ドレスデンでも積極的に作曲し、その影響はドイツの他の都市にも広まった。1763年にフリードリヒ・アウグスト2世が崩御し、ハッセは高額の年金をもらい受けて宮廷楽長の職を引退した。しかしハッセの創作意欲はいまだ衰えていなかった。彼は家族とともにウィーンへ移り、親友メタスタージオの台本で、更にいくつかのオペラ作品のウィーンでの初演を担い、1765年の神聖ローマ皇帝ヨーゼフ2世の戴冠式では祝典の為の音楽劇《エジェリアEgeria》の作曲を努める栄誉を得た。彼の最後の劇場用作品は、ミラノでのオーストリア＝エステ大公フェルディナンドの婚礼のために制作されたオペラ《ルッジェーロRuggiero》（1771年）となる。既に引退していたハッセだったが、大公の母マリア＝テレジアがこちらも引退を決めていたメタスタージオに、ハッセが音楽を作ることを条件に台本作製を引き受けさせていたので、ハッセも親友の最後の仕事に力を貸す決断をした。
同時に15歳のウォルフガング・モーツァルトの作品、セレナータ「アルバのアスカーニオ」も上演された、この時ハッセが「このような才能が出てきては我々はすっかり影が薄くなってしまうだろう」と言ったとレオポルト・モーツァルトの手紙に記されている。以前モーツァルトに会った時のハッセは友人への手紙に「父親が息子を甘やかしてその才能を駄目にしないか心配だ」とモーツァルトの将来を慮っていた。1781年ファウスティーナが没し、翌年メタスタージオがこの世を去ると、翌1783年にハッセも、名誉と成功に彩られた84歳の生涯を終えた。ハッセとファウスティーナは共に同地のサン・マルクオーラ教会（Chiesa di San Marcuola）に埋葬されている。

## 音楽
ハッセが作曲した作品には、120作品に及ぶオペラのほか、オラトリオ、カンタータ、ミサ曲がある。器楽曲も多く作曲しており、中でもクラヴィーア用のソナタ、フルートのための協奏曲、室内楽曲が目立つ。1760年のプロイセン人によるドレスデン包囲の際に、選帝侯の出費によって完全版として出版する予定のために収集された彼の写本のほとんどが焼失した、このため完全な形で残るオペラ・セリアは60余り、オペラ・ブッファは20余りとなっている。彼の作品の幾つか、例えばオペラ「岐路に立つアルシーダ Alcide al Bivio」（1760年）や器楽曲などは18世紀の名曲集等で出版されており、ウィーンやドレスデンの図書館には他の作品の自筆譜が多数所蔵されている。
18世紀前半の他の作曲家たちと同じように、ハッセは主に弦楽器によって構成される小オーケストラを用いていた。彼のアンサンブルはオペラ・セリアの様式に忠実で、アリアを引き立たせる役割に徹している。優れた歌手でもあった彼は優しく誠実なメロディの知識が豊富であり、そのことが彼の生涯における大きな人気の源であるといえる。ファリネッリが、スペインの病弱な国王フェリペ5世に10年間にわたって毎日繰り返し歌って聞かせていた2曲のエールは、ともにハッセの作品であった。ハッセの妻ファウスティーナについて言うと、批評家達（チャールズ・バーニーなど）の一致した意見として、彼女が当時の声楽家にあふれていた時代において最も優れた歌手の一人であったといわれていたことも付け加えるべきであろう。
 Se del fiume, from Artaserse (1730-1734)